# 1875 في فرنسا
فيما يلي قوائم الأحداث التي وقعت خلال عام 1875 في فرنسا.

## كتب
من الكتب التي صدرت هذه السنة في فرنسا:
- 1 يناير – المدينة المثالية من تأليف جول فيرن.
- 1 يناير – المستشار من تأليف جول فيرن.

## مواليد

### يناير
- 1 يناير – أبيل لافلور فنان فرنسي.
- 1 يناير – لويس كارتييه
- 14 يناير – ألبرت شفايتزر طبيب ألماني.
- 15 يناير – لويس ألبير دود عالم نبات فرنسي.

### فبراير
- 20 فبراير – ماري مارفينغت
- 21 فبراير – جين كالمينت

### مارس
- 7 مارس – موريس رافيل ملحن فرنسي.

### يونيو
- 28 يونيو – هنري لوبيغ رياضياتي فرنسي.

### نوفمبر
- 17 نوفمبر – هنري روسيل
- 18 نوفمبر – لويس بيرير

## وفيات

### يناير
- 3 يناير – بيير لاروس (مواليد 1817)
- 20 يناير – جان فرانسوا ميليه (مواليد 1814) رسام فرنسي.

### فبراير
- 13 فبراير – برونو براكيه (مواليد 1823)

### مارس
- 5 مارس – كلود لويس ماتيو (مواليد 1783) عالم فلك فرنسي.

### مايو
- 31 مايو – إليفاس ليفي (مواليد 1810) كاتب فرنسي.

### يوليو
- 23 يوليو – أندريه لوروا (مواليد 1801)

### ديسمبر
- 2 ديسمبر – لوي-بيير-أوجين سديو (مواليد 1808) مؤرخ فرنسي.
- 10 ديسمبر – موريس تاميزيه (مواليد 1810)